# Selo de Palau
A República de Palau não possui brasão de armas. No lugar dele se usa o selo oficial, o qual foi adotado em 1955 e suplementado em 1981, quando Palau se separou da Federação da Micronésia. O selo mostra em seu centro a casa de reuniões que descansa sobre pedras. A frente dela balança uma bandeira na qual se lê a inscrição “oficial seal” (selo oficial). As inscrições que rodeiam o selo são “Olbiil era Kelulau”, nome do órgão legislativo no idioma nativo, e “Republic of Palau” (República de Palau em idioma inglês).